# Ottawa (Kanada)
 Ottawa Kanada fővárosa és negyedik legnagyobb városa. A szűkebben vett város népessége 883 391, míg az Ottawai régióval együtt 1 236 324 fő volt 2011-ben.

## Fekvése
Az Ottawa völgyében, Ontario tartomány keleti részén, a Quebec City-Windsor Corridor északi végénél (kb. 400 km-re keletre Torontótól és 190 km-re nyugatra Montréaltól) terül el. A város polgármestere Bob Chiarelli. Ottawa az Ottawa folyó déli partján fekszik, és hozzá tartozik a Rideau folyó és a Rideau-csatorna torkolata. 

## Földrajza

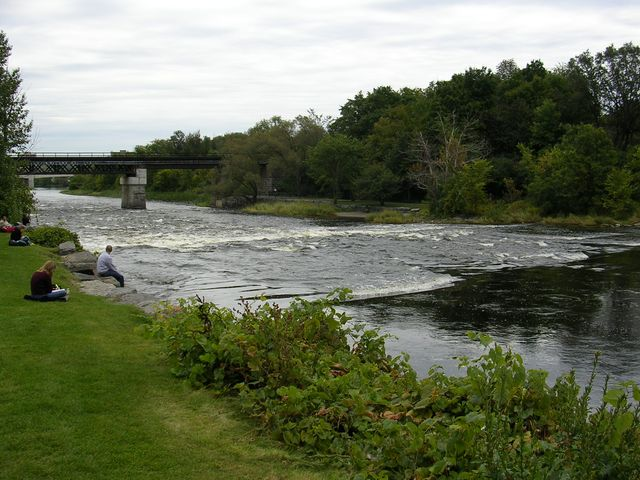
A Rideau-folyó

Ottawa különböző arculatú tájak találkozási pontjánál fekszik. Fő folyója, a nyugat felől érkező Ottawa errefelé összeszűkül, és sellőkön, zuhatagokon vergődik át, miközben északról a Gatineau, délről pedig a Rideau-folyó vizével találkozik. A folyó zuhatagjai a törésvonalak mentén felszínre bukkanó kemény mészkőrögöknek köszönhetik létüket. E mészkőrögök alkotják a déli parton magasodó dombokat is, melyek megtörik a jégkor utáni agyaglerakódásokból álló, földművelésre alkalmas síkságot.
A várostól nem messze, északra fekvő Laurenciumi-hegyvidék már egy más táj, az ősi kristályos kőzetekből felépülő Kanadai-pajzs peremét jelöli.

### Éghajlata

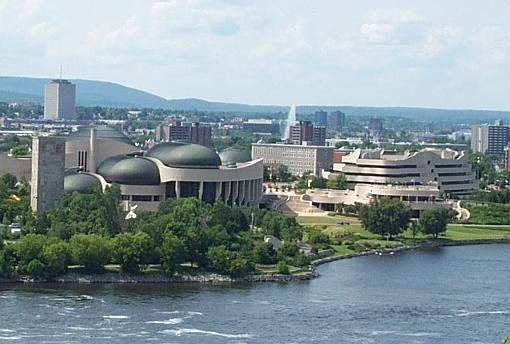
Ottawa

Éghajlata nedves kontinentális, melyet erős szélsőségek jellemeznek, bár Ottawa Velencével azonos földrajzi szélességen fekszik. A hosszú, havas telek igen szigorúak, a januári átlaghőmérséklet –11 Celsius-fok, ami még a magyarországi értéktől is elmarad 10 fokkal. A nyár jóval rövidebb, mint Magyarországon, a júliusi középhőmérséklet azonban az ittenihez hasonló értéket mutat, átlagosan 21 Celsius-fok.
A csapadék évi összege 850 mm, melynek nagyobb része a nyári félévre jut. Télen vastag hótakaró képződik, gyakori a napokig tartó havazás és hófúvás, mely a közlekedésben komoly fennakadásokat okoz.
| Hónap                         | Jan.  | Feb.  | Már.  | Ápr.  | Máj. | Jún. | Júl. | Aug. | Szep. | Okt. | Nov.  | Dec.  | Év    |
| ----------------------------- | ----- | ----- | ----- | ----- | ---- | ---- | ---- | ---- | ----- | ---- | ----- | ----- | ----- |
| Rekord max. hőmérséklet (°C)  | 12,9  | 12,4  | 26,7  | 31,1  | 35,8 | 36,1 | 36,7 | 37,8 | 35,1  | 27,8 | 23,9  | 16,3  | 37,8  |
| Átlagos max. hőmérséklet (°C) | −5,8  | −3,4  | 2,5   | 11,6  | 19,0 | 24,1 | 26,5 | 25,3 | 20,4  | 12,7 | 5,4   | −2,3  | 11,4  |
| Átlaghőmérséklet (°C)         | −10,3 | −8,1  | −2,3  | 6,3   | 13,3 | 18,5 | 21,0 | 19,8 | 15,0  | 8,0  | 1,5   | −6,2  | 6,5   |
| Átlagos min. hőmérséklet (°C) | −14,8 | −12,7 | −7,0  | 1,0   | 7,5  | 12,9 | 15,5 | 14,3 | 9,6   | 3,3  | −2,4  | −10,1 | 1,5   |
| Rekord min. hőmérséklet (°C)  | −35,6 | −36,1 | −30,6 | −16,7 | −5,6 | −0,1 | 5,0  | 2,6  | −3,0  | −7,8 | −21,7 | −34,4 | −36,1 |
| Havi napsütéses órák száma    | 122   | 114   | 168   | 187   | 210  | 274  | 301  | 231  | 211   | 148  | 92    | 68    | 2126  |
| Forrás: Hong Kong Observatory |       |       |       |       |      |      |      |      |       |      |       |       |       |

## Története

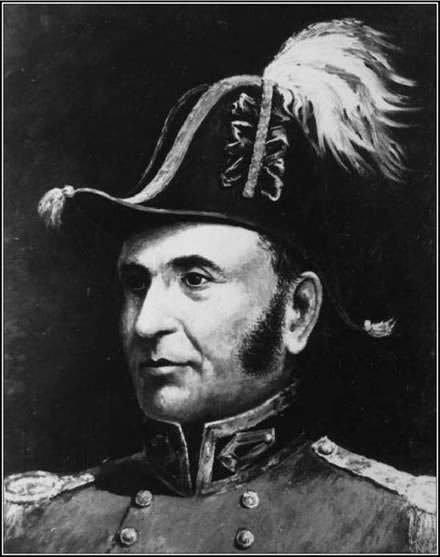
John By, a város alapítója

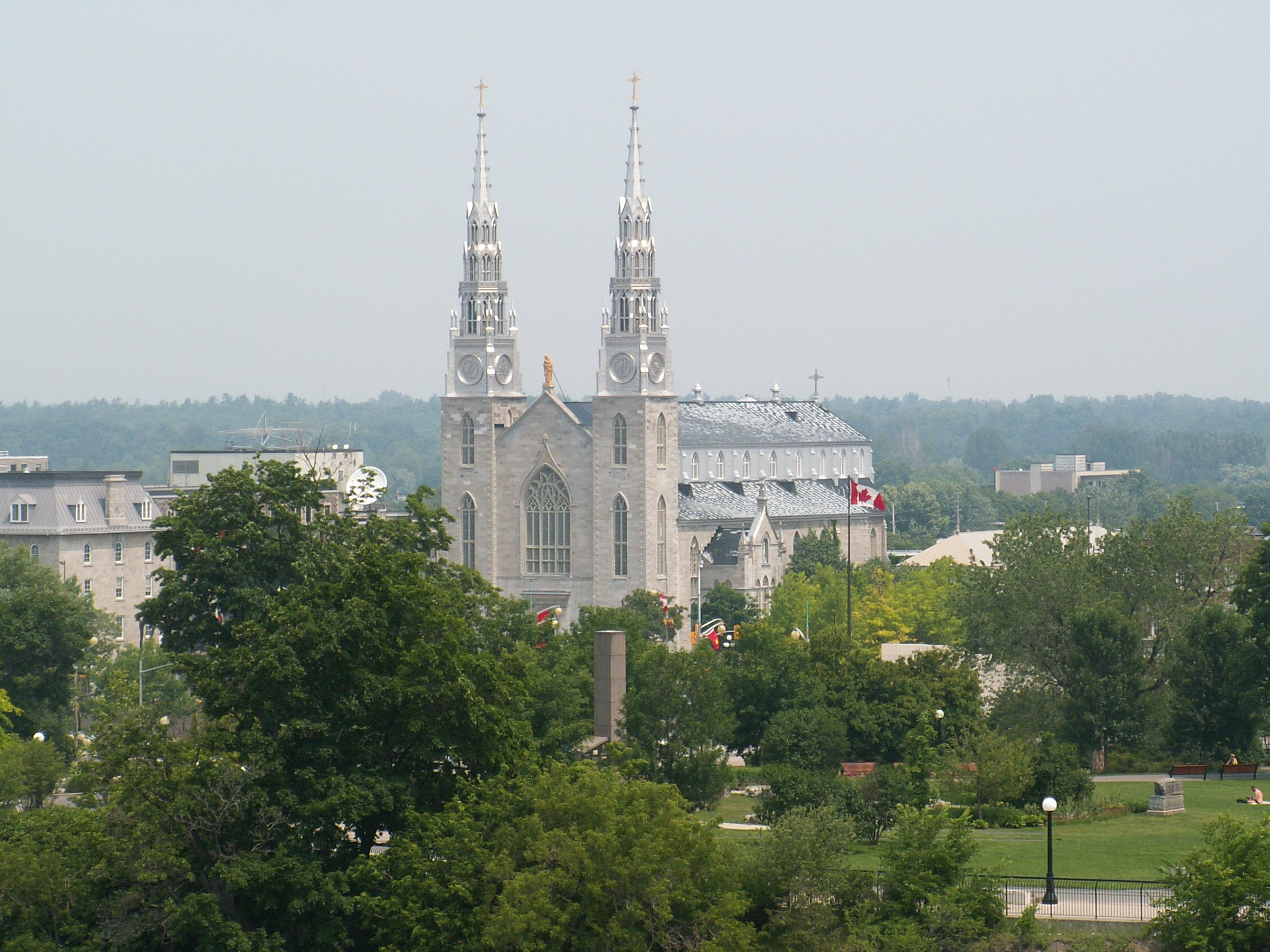
A Notre Dame bazilika

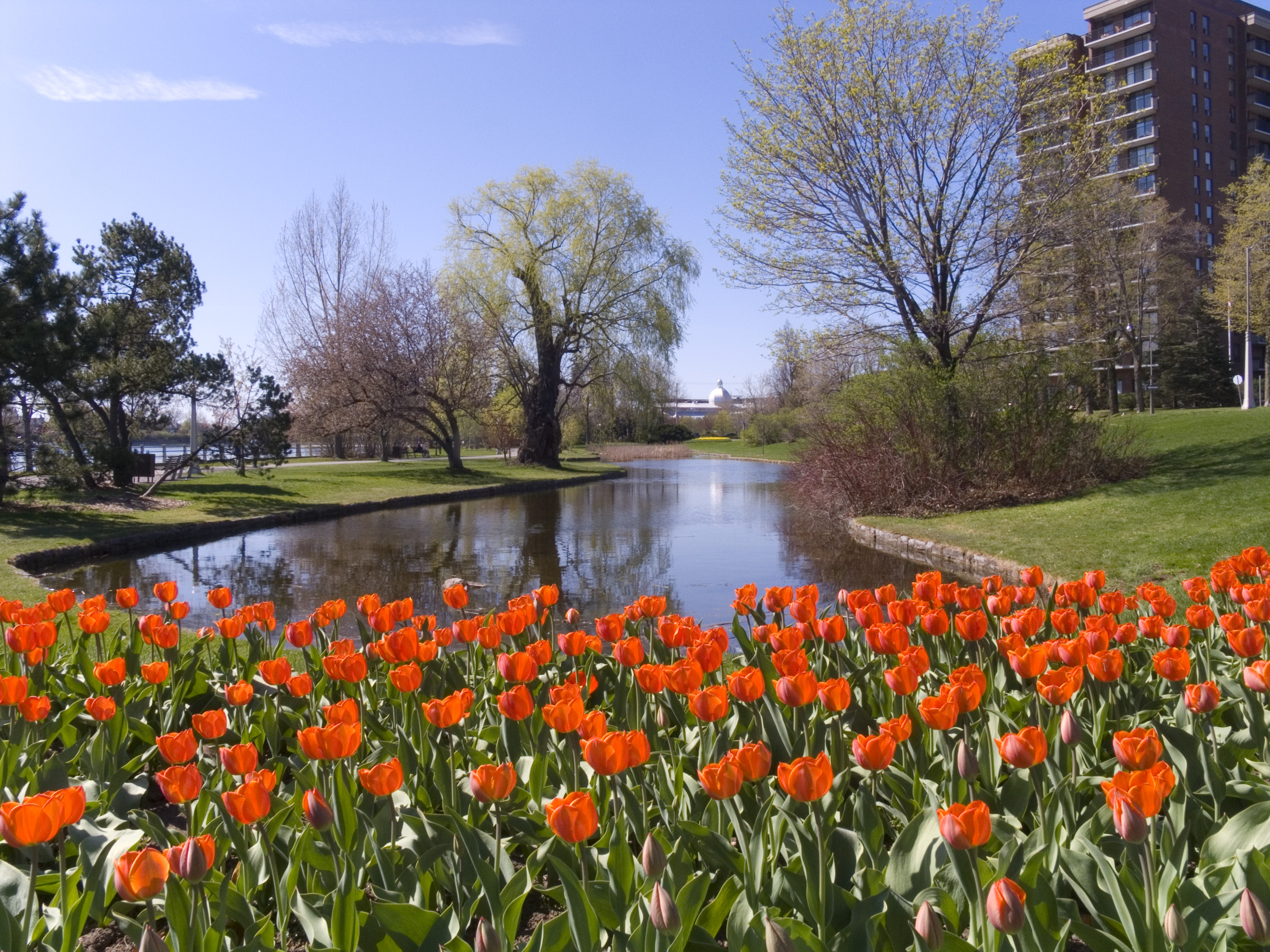
Ottawai parkrészlet

Ottawa már a gyarmatosítás előtt különböző indián törzsek találkozóinak és árucseréinek színhelye volt, neve is kereskedőhelyet jelent a huronok nyelvén.
Az első európai felfedező a francia Samuel de Champlain volt, aki 1613. június 4-én érte el a mai Ottawa helyét. A város alapítójának azonban nem őt, hanem az amerikai Philemon Wrightot tekintik, aki 1799-ben érkezett arra a vidékre, és 1800 márciusában 25 családot telepített le itt, az Ottawa folyó északi partján, ahol ma Hull peremváros terül el. Wright kezdte meg a fakereskedést, az első tutajt is ő indította el 1807-ben Québec felé.
1809-ben jelent meg az első telepes a mai főváros helyén, az Ottawa-folyó déli partján, akit a következő évtizedben több favágó és farmer követett, s kiknek birtokai a város megalapítása után csillagászati árakon keltek el.
A város magjának és egyben a főváros közvetlen elődjének tekinthető Bytown, amelyet 1826–1927 között John By hadmérnök ezredes alapított. Bitown a fakitermelés és a fűrészipar központja lett, és 1854-ben, amikor mai nevét és városi rangját kapta, már több mint tízezer lakosa volt. 1858-tól az egyesített tartományok székhelye, 1867-től főváros.

## Demográfia

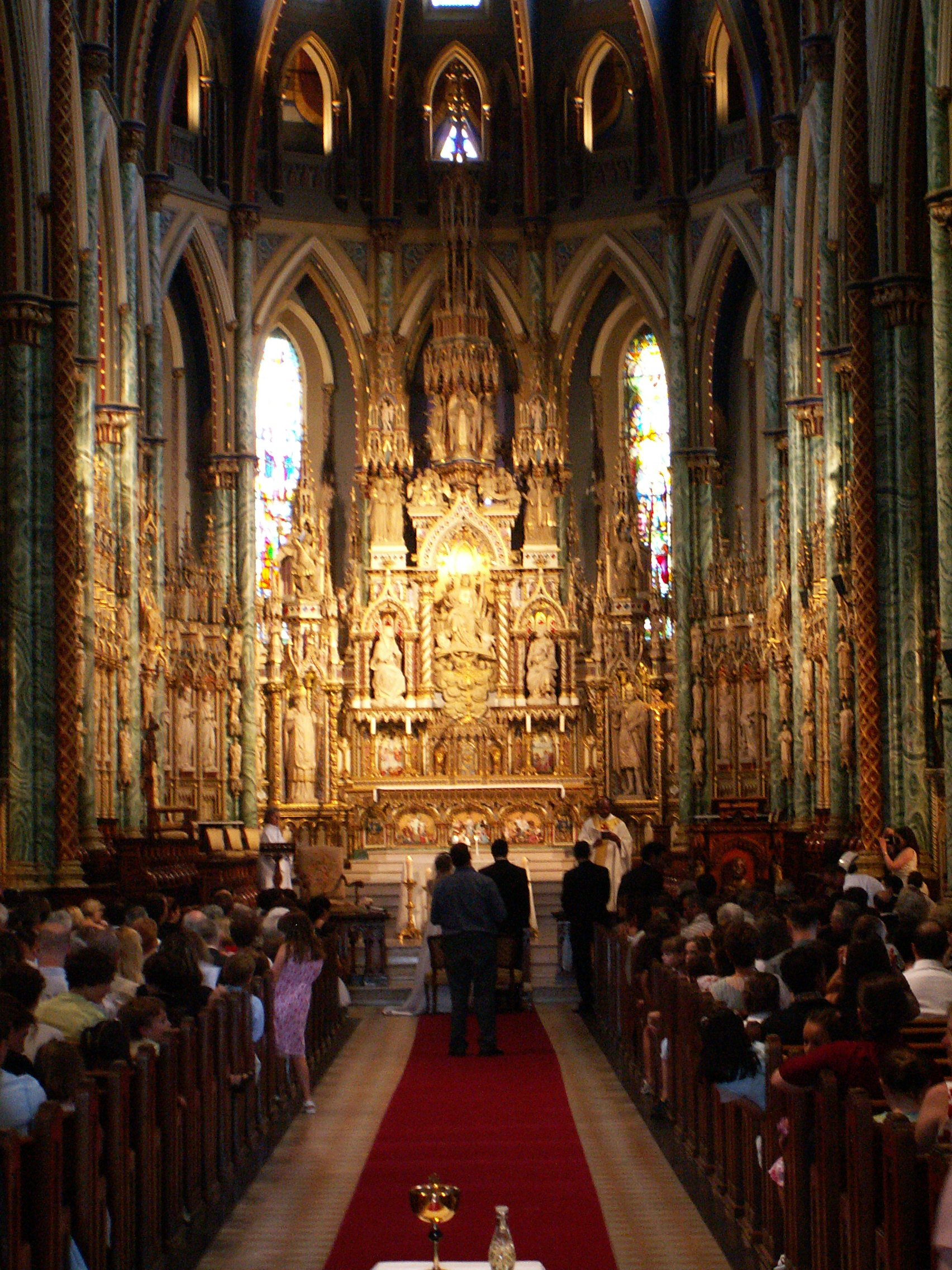
Ottawa, a Notre Dame belülről

A lakosság közel 81%-a fehér, 4,54%-a fekete, 3,62%-a kínai, 2,84%-a dél-ázsiai, 2,67%-a arab, 1,14%-a délkelet-ázsiai, 1,13%-a őslakó (First Nations vagy Aboriginal), 0,85%-a latin-amerikai, 0,66% nyugat-ázsiai, 0,64%-a filippinó, 0,20%-a japán, 0,19%-a koreai és 0,31% egyéb (a válaszadók 0,33%-a több etnikumhoz sorolta magát).

### Vallás
A város 43%-a római katolikus vallású, 9,5%-a a kanadai egyesült egyház hívője. 8,8%-a anglikán felekezetű, 1,8%-a presbiteriánus, 1,3%–1,3%-a baptista és evangélikus, 5,2%-a muzulmán, 1,5%-a zsidó, 1,2%-a buddhista, 1,1%-a hindu, 15,3%-a ismeretlen.

### Családi állapot és életkor
A városban 210 875 család él,[mikor?] aminek 72,8%-a együtt élő házaspárokból, 11,1%-a élettársakból, 13,2%-a pedig apa nélküli háztartásokból áll.
A város korfája széles: a lakosság 25,3%-a 19 év alatti, 6,9%-a 20–24 éves, 32,5%-a 25–44, 23,8%-a 45 és 64 év közötti, 11,5%-a pedig legalább 65 éves; a mediánéletkor 36,7 év. A teljes lakosságon belül 100 nőre 95,1 férfi jut, 100 tizennyolc évnél idősebb nőre 92,1.
Egy dolgozó egyedülálló személy mediánbevétele a városban 39 713 dollár, egy családé 73 507 dollár. A nők mediánbevétele 47 203 dollár, míg a nőké 31 641. Az egy főre jutó átlagos bevétel a városban 23 061 dollár.

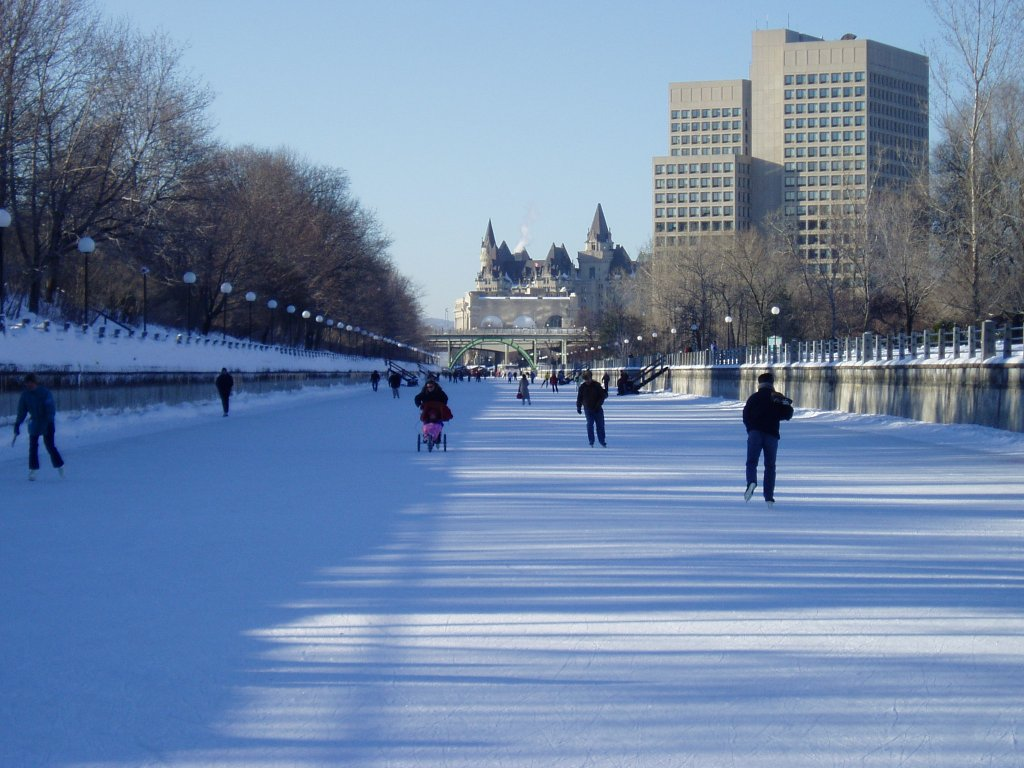
A Rideau-csatorna nyáron vízi útként, télen pedig korcsolyapályaként funkcionál

|                      | Régi Ottawa város | Új Ottawa város |
| -------------------- | ----------------- | --------------- |
| Népesség (2001)      | 337 031           | 774 072         |
| Népesség (1996)      | 323 340           | 721 136         |
| Változás (1996–2001) | +4,2%             | +7,3%           |
| Magánlakások         | 155 536           | 310 132         |
| Népsűrűség (fő/km²)  | 3059,7            | 278,6           |
| Terület (km²)        | 110,15            | 2 778,64        |

## Oktatás
- Algonquin College
- Carleton University
- La Cité Collégiale
- Saint Paul University
- University of Ottawa

## Sport
| Csapat            | Sport           | Bajnokság                          | Aréna                |
| ----------------- | --------------- | ---------------------------------- | -------------------- |
| Ottawa Senators   | jégkorong       | National Hockey League             | Canadian Tire Centre |
| Ottawa 67’s       | jégkorong       | Ontario Hockey League              | TD Place Arena       |
| PWHL Ottawa       | női jégkorong   | Professional Women's Hockey League | TD Place Arena       |
| Ottawa Redblacks  | kanadai futball | Canadian Football League           | TD Place Stadium     |
| Atlético Ottawa   | labdarúgás      | Canadian Premier League            | TD Place Stadium     |
| Ottawa BlackJacks | kosárlabda      | Canadian Elite Basketball League   | TD Place Arena       |
| Ottawa Titans     | baseball        | Frontier League                    | Ottawa Stadium       |

## Híres ottawaiak
A településen születtek, vagy éltek huzamosabb ideig az alábbi személyek:
- Dávid József, hivatásos katona, címzetes ezredes